# Narcy (Haute-Marne)
Narcy település Franciaországban, Haute-Marne megyében. Lakosainak száma 211 fő (2022. január 1.). Narcy Chamouilley, Eurville-Bienville, Fontaines-sur-Marne, Bayard-sur-Marne, Brauvilliers, Cousances-les-Forges és Savonnières-en-Perthois községekkel határos.

## Népesség
A település népességének változása:
| Lakosok száma | 244  | 258  | 296  | 238  | 253  | 255  | 247  | 237  | 231  | 211  |
|               | 1968 | 1982 | 1990 | 2006 | 2013 | 2015 | 2017 | 2019 | 2020 | 2022 |